# Rubiel Quintana
Rubiel Quintana (Cali, 26 giugno 1978) è un ex calciatore colombiano, di ruolo centrocampista.